# Tenboschpark
Tenboschpark (of Tenbos, betekenend in het bos) is een publiek park in Elsene, Brussel. Vroeger was het een private dendrologische tuin, naar zijn eigenaar Semet genoemd. Tenbosch is nu een eigendom van het Brussels Hoofdstedelijk Gewest.
Het is dankzij de tussenkomst van oppositiegemeenteraadslid en verdediger van de groene ruimte Konstantin Stefanovitch dat het terrein ontsnapt is aan een immobiliënproject en in mei 1981  onder de hoede van het Brussels Hoofdstedelijk Gewest kwam (toen nog Brussels gewest).
Hoewel relatief klein (2 hectare), is het een bijzonder landschapspark, populair onder lokale bewoners. Het is omgeven door een muur en biedt een onverwachte oase van rust in een drukke buurt.
Tenbosch ligt op wandelafstand van de Louizalaan, de vijvers van Elsene, de Ter Kamerenabdij en het Ter Kamerenbos. In 2024 raakte bekend dat Monumenten en Landschappen het park wil beschermen als monument. 